# Quick Devis
O Quick Devis é um software de estudo e estimativa de preços, criado em 1991 na França por Sylvain Gardon e Pierrick Combreau e cujo nome para distribuição internacional é QDV.

## História
Desenvolvido originalmente para a Sra. Dos, ele foi transferido para o Windows 3.11 em 1995 e, em seguida, para as versões de 32 bits do Windows (95 e superior) em 1997. Em 1999, foi traduzido e lançado em inglês. Em 2003, uma parceria com a Schneider Electric possibilitou o nascimento de uma versão simplificada e totalmente gratuita do produto (Quick Devis Free Edition).
Atualmente existe em duas versões:
- Quick Devis Free Edition (versão gratuita destinada a comerciantes e PMEs)[5]
- Quick Devis Enterprise Edition (versão paga para grandes empresas)[6]

Ambas as versões estão disponíveis nos seguintes idiomas: inglês, francês, espanhol, português, holandês, italiano, alemão e chinês. O Quick Devis (QDV) agora é publicado pela Quotalys Ltd (Farnborough - Reino Unido) e distribuído na França pela IAES sarl (Maisons-Alfort - França).
A versão Enterprise do produto em 2012 tinha mais de 13.000 utilizadores. A versão gratuita foi transferida mais de 120.000 vezes para um total estimado de mais de 25.000 utilizadores regulares em todo o mundo.

## Formato do arquivo
A fim de manter o espírito de abertura do produto e permanecer facilmente acessível por qualquer aplicação externa, o Quick
Devis 6 apenas utilizou dados no formato Microsoft. Os arquivos Quick Devis eram bases de dados de Jet (Microsoft Access), contendo arquivos do Microsoft Excel e Microsoft Word armazenados em campos binários (BLOB). A totalidade foi compactada em formato ZIP.
QDV, a versão reescrita do Quick Devis usa um mecanismo de base de dados mais robusto e universal: SQLite que é encontrado na maioria das aplicações e dispositivos como o Mozilla Thunderbird, telefones Apple e Android, etc. Esta versão ainda armazena arquivos do Microsoft Excel e Microsoft Word como nas versões anteriores.
Para garantir o acesso de aplicações externas sem risco de modificar a estrutura dos arquivos, o Quick Devis oferece bibliotecas dinâmicas (DLL), expondo funções de leitura/escrita  nas cotas. Deste modo, facilita a interface com ferramentas de monitorização de clientes (CRM) ou ferramentas de planeamento de recursos (ERP).
O Quick Devis também permite a chamada de macros escritos em VBA para Excel (Visual Basic for Applications) ou em C# e VB.NET para utilizadores que desejam criar funções específicas às suas necessidades.